# Iwan Karpenko-Kary
Iwan Karpenko-Karyj (ukr. Іван Карпенко-Карий), prawdziwe nazwisko Tobiłewycz (Тобілевич); ur. 29 września 1845 w Arseniwce, zm. 15 września 1907 w Berlinie – ukraiński aktor, dramaturg, reżyser, działacz teatralny, krytyk literacki oraz publicysta.

## Życiorys
Urodził się we wsi Arseniwka w guberni chersońskiej, w zubożałej rodzinie szlacheckiej Karpa Adamowycza Tobiłewicza herbu Trzywdar. Jest bratem Mykoły Sadowskiego, Panasa Saksahańskiego i Mariji Sadowskiej-Barliotti. Uczył się w bobryneckiej powiatowej szkole zawodowej. W 1859 r. pracował jako pisarz w miasteczku Mała Wyska (Мала Виска), następnie w wieku 23 lat został sekretarzem sądowym w Jelysawethradi (Єлисаветград).
W 1883 r. za związek z ukraińskimi kołami rewolucyjnymi i za dostarczanie rewolucjonistom paszportów, został zwolniony ze służby w sądzie, po czym wstąpił do teatru M. Staryckiego (М.Старицького). Jeszcze tego samego roku został aresztowany i zesłany do Nowoczerkaska (Новочеркаськ), gdzie przebywał do 1888 r. Od 1889 r. i prawie do końca życia mieszkał i pracował w Kijowie, najpierw jako aktor i reżyser w trupie swojego młodszego brata Panasa Saksahańskiego. Jego bogate zdolności artystyczne przejawiały się w wykonywaniu dramatycznych i komediowych ról: Stróża – Po rewiziji (По ревізії), Martyna Boruli
i Omelka – Martyn Borula (Мартин Боруля), Prokopa – Swatannia na Honczariwci (Сватання на Гончарівці), Nazara Stodoli, Opanasa – Burłaka (Бурлака), Puzyrja – Chazajin (Хазяїн), Kalytky – Sto tysiacz (Сто тисяч) i inne.

## Twórczość
Iwan Karpenko-Karyj najbardziej znany był jako dramaturg. 1883 r. pojawiło się jego Nowobraneć (Новобранець) i pierwszy dramat Burłaka/Czaban (Бурлака/Чабан). Karpenko-Karyj napisał 18 oryginalnych sztuk:

### Komedie
Rozumnyj i dureń (Розумний і дурень) 1885 r., Martyn Boryla (Мартин Боруля) 1886 r., Sto tysjacz (Сто тисяч) 1890 r., Chaziajin (Хазяїн) 1900 r., Sujeta (Суєта) 1902 r., Żytejśke more (Житейське море) 1904 r..

### Dramaty
Burłaka (Бурлака) 1883 r., Beztałanna (Безталанна) 1885 r., Najmyczka (Наймичка) 1889 r., Batkowa kazka (Батькова казка) 1892 r., Ponad Dniprom (Понад Дніпром) 1897 r.

### Sztuki o tematyce historycznej i narodowej
Bondariwna (Бондарівна) 1884 r., Paliwoda XVIII w. (Паливода ХVІІІ ст.) 1893 r., Łycha iskra połe spałyt i sama szczezne (Лиха іскра поле спалить і сама щезне) 1896 r., Czumaky (Чумаки) 1897 r., Sawa Czałyj (Сава Чалий) 1899 r., Handzia (Гандзя) 1902 r.
Karpenko-Karyj był twórcą nowego, realistyczno-narodowego dramatu. W swojej twórczości podkreślał kolonialne stanowisko Ukrainy wobec Imperium Rosyjskiego XIX w., warunki agrarnego przeludnienia, w których wyrastał, z jednej strony zubożałe wioski, od pańszczyźnianych gospodarstw (dramat Burłaka) do wielkiego właściciela ziemskiego Kalytky (Sto tysiacz), a szczególnie Terentija Puzyrja (Chaziajin), z drugiej strony – trwający proces wywłaszczania chłopstwa oraz wyzysk przez carską biurokrację. Te procesy znalazły swoje odbicie w najlepszych realistycznych sztukach Karpenko-Karego. Znaczącym krokiem naprzód w dramatach narodowo-historycznych było prześledzenie narodowej etnografii i melodramatyczno-operetkowej formy jego poprzedników. Wysuwając na pierwszy plan państwowe konflikty, akcentuje i zwraca uwagę na psychologię i charakter bohaterów. Twórczość Karpenko-Karego stanowi szczytowe osiągnięcia realistyczno-narodowego teatru i stwarza reguły dla młodego teatru.
W 1906 r. Karpenko-Karyj zachorował, opuścił teatr i wyjechał na leczenie do Berlina, gdzie zmarł rok później.

## Ekranizacje
- Martyn Borula (Мартин Боруля) 1953, reż. O. Szwaczko (О. Швачко),
- Najmyczka (Наймичка) 1964, reż. I. Mołostowa, W. Lapoknysz (І. Молостова, В. Лапокниш),
- Sto tysiacz (Сто тисяч) 1957, reż. W. Iwanow (В. Іванов),
- Chaziajin (Хазяїн) 1976, reż. J. Niekrasow, A. Ripko (Ю. Некрасов, А. Ріпко).